# محمدعلی اسفنانی
محمدعلی اسفنانی (زادهٔ ۱۳۴۷ فریدون‌شهر) نظامی پیشین، حقوق‌دان و سیاستمدار ایرانی است، او هم‌اکنون بعنوان سرپرست معاونت پیشگیری سازمان تعزیرات فعالیت می‌کند. وی پیشتر مدیر کل تعزیرات استان تهران بود. وی از سال ۱۳۹۱ تا ۱۳۹۵ بعنوان نماینده فریدن، فریدون‌شهر، چادگان و بویین میاندشت از استان اصفهان در مجلس شورای اسلامی حضور داشت.
اسفنانی در طول جنگ ایران و عراق، از اعضای سپاه پاسداران بود و در عملیات‌های مختلف آبی، خاکی و نامنظم شرکت داشت و در عملیات کربلای ۴ مجروح شد. وی دانش‌آموخته دکترای حقوق خصوصی از دانشگاه علوم قضایی و خدمات اداری است.

## زندگی‌نامه
محمدعلی اسفنانی در سال ۱۳۴۷ در فریدون‌شهر از توابع استان اصفهان زاده شد. وی پس از گذراندن دوران متوسطه با اخذ دیپلم و قبولی در رشته علوم قضایی در دانشگاه علوم قضایی تهران، به ادامه تحصیل پرداخت و پس از اخذ مدرک کارشناسی، موفق به دریافت مدرک کارشناسی ارشد در رشته حقوق خصوصی گردید و بعنوان مدرس در دانشگاه پیام نور شاهین‌شهر و دانشگاه اشرفی اصفهانی، مشغول تدریس رشته حقوق شد. اسفنانی در سال ۱۳۶۸ به استخدام دادگستری درآمد و در شهرستان فریدونشهر مشغول کار شد. وی در سال ۱۳۹۰ با اختصاص دادن اکثریت آراء به خود به نمایندگی از مردم فریدن، فریدون‌شهر و چادگان از استان اصفهان، وارد نهمین دوره مجلس شورای اسلامی شد و در فراکسیون رهروان ولایت عضویت یافت. وی از گرجیان ایران می‌باشد و علاوه بر تسلط به گرجی و فارسی، به زبانهای انگلیسی و عربی آشنایی دارد.

## جنگ ایران و عراق
اسفنانی با شروع جنگ ایران و عراق، ابتدا با حضور در پایگاه بسیج فریدون‌شهر، بعنوان بسیجی فعال حضور پیدا کرد، سپس بعنوان یکی از اعضای سپاه پاسداران در جنگ حضور داشت و در عملیات‌های مختلف آبی، خاکی و نامنظم، با سمت‌های مختلف و مسئولیت‌های فرماندهی دسته و معاونت فرماندهی گروهان غواصی شرکت داشت. وی در عملیات کربلای ۴ مجروح شد.

## سوابق فعالیت
با پایان جنگ، به ادامه تحصیل پرداخت در سال ۱۳۶۸ به استخدام دادگستری درآمد و در شهرستان فریدونشهر مشغول به کار شد. با افتتاح دادگاه عمومی بوئین میاندشت به عنوان رئیس حوزه قضایی این بخش منصوب و از اواخر سال ۱۳۸۲ تا ۱۳۸۶ به عنوان رئیس شعبه دوم دادگاه عمومی اصفهان و از آن تاریخ به عنوان قاضی ارشد دادگاه تجدید نظر استان اصفهان مشغول بکار شد. وی در سال ۱۳۹۰ وارد دوره نهم مجلس شورای اسلامی شد.
اسفنانی سابقه تدریس در دانشگاه را نیز دارا می‌باشد و هم‌اکنون به عنوان مدیرکل سازمان تعزیرات حکومتی استان تهران و معاون سازمان تعزیرات کشور مشغول به فعالیت می‌باشد. وی پیشتر به عنوان دادیار دیوان عالی قضایی کشور و مدیرکل امور پارلمانی وزارت دادگستری مشغول به فعالیت بود.

## سمت‌ها و مسئولیت‌ها
- عضو کارگروه مصادیق مجرمانه
- عضو و سخنگوی کمیسیون حقوقی و قضایی مجلس شورای اسلامی
- ناظر شورای راهبردی دادرسی الکترونیکی
- دادیار دیوان عالی قضایی کشور
- مدیر کل تعزیرات حکومتی استان تهران
- نائب رئیس و عضو کمیسیون آموزش و تحقیقات مجلس شورای اسلامی
- رئیس دادگستری شهرستان فلاورجان
- رئیس دادگستری شهرستان تیران و کرون
- رئیس دادگاه عمومی بخش بزرگ بویین میاندشت
- رئیس حوزه قضایی بخش بوئین و میاندشت
- رئیس شعبه دوم دادگاه عمومی شهرستان اصفهان
- قاضی ارشد دادگاه تجدید نظر استان اصفهان
- معاون گروهان غواصی حضرت یونس (ع) لشکر ۱۴ امام حسین (ع)
- مدرس مدعو دانشگاه پیام نور شاهین شهر
- مدرس مدعو دانشگاه شهید اشرفی اصفهانی
- کارشناس حقوقی رادیو اصفهان در برنامه «قانون و جامعه»
- کارشناس حقوقی رادیو معارف در برنامه «زاویه»
- وکیل کانون وکلای دادگستری استان اصفهان[۲]
- دادستان ویژه شهرستان نجف آباد
- دادستان کل استان قزوین

## مجلس شورای اسلامی

### دوره نهم
وی سخنگوی کمیسیون قضایی و حقوقی مجلس شورای اسلامی و نایب رئیس کمیسیون تحقیق مجلس شورای اسلامی در دوره نهم بود، که با اخذ ۳۴٫۶۹۳ رأی معادل ۴۲ درصد از مجموع آرا حوزه انتخابیه، به مجلس نهم راه یافت. اسفنانی در دوره نمایندگی خود با تأیید مجلس شورای اسلامی به عضویت در کارگروه تعیین مصادیق محتوای مجرمانه درآمد. اسفنانی در نشست علنی ۱۰ آبان ۱۳۹۴ با ۱۴۸ رأی مأخوذه نمایندگان به عنوان عضو ناظر شورای راهبردی دادرسی الکترونیکی برگزیده شد.

### دوره دهم
وی در سال ۱۳۹۴ نامزد دهمین دوره مجلس شورای اسلامی شد که با ۱۴ هزار رای در رده سوم قرار گرفت و جای خود را به اکبر ترکی در حوزه انتخابیه فریدن، فریدون‌شهر، چادگان و بویین میاندشت داد.

### دوره یازدهم
در خلال انتخابات یازدهمین دوره مجلس شورای اسلامی خبرها حاکی ازآن بود که به دلیل آنچه عدم التزام عملی به اسلام عنوان شده، صلاحیت اسفنانی توسط شورای نگهبان رد شده‌است. اما احتمالاً گویا او از کاندیداتوری مجلس امتنا کرده باشد چرا که طبق ماده ۲۹ قانون انتخابات مجلس شورای اسلامی (اصلاحی ۱۳۹۴) تمام معاونین و مشاورین رئیس سازمان تعزیرات حکومتی باید حداقل شش ماه قبل از انتخابات از سمت خود کناره‌گیری کنند. اسفنانی هم به عنوان مدیرکل تعزیرات حکومتی استان تهران که معاون رئیس سازمان تعزیرات حکومتی فعالیت می‌کند از این قاعده مستثنی نبوده. اسفنانی از آذرماه سال ۱۳۹۶ تاکنون در این منصب قرار دارد.و مردم شهرستان میگویند وزارت کشور طلاحیتش را تایید نکرد.